# Jaromír Homolka
Jaromír Homolka (16. května 1926 Zvolen – 28. května 2017) byl český historik umění, zabývající se českým a evropským gotickým uměním a vysokoškolský pedagog.

## Životopis
Po návratu do Čech bydlela rodina se třemi syny (Jaromír byl prostřední) v blízkém okolí Prahy. Jaromír poznával umělecké památky Prahy dříve, než nastoupil ke studiu dějin umění na filozofické fakultě Univerzity Karlovy.
Po absolutoriu školy jako zásadní pro svou profesní orientaci na gotické sochařství označoval setkávání s profesorem Albertem Kutalem. Nastoupil brzy jako kurátor sbírky středověkého sochařství ve Sbírce starého umění Národní galerie v Praze, kterou pod vedením Oldřicha J. Blažička budoval společně s Ladislavem Kesnerem starším, Jaromírem Šípem a Pavlem Preissem. Podílel se tam na mnoha výstavách, například roku 1965 na projektu výstavy Jihočeská gotika v Alšově jihočeské galerii v Hluboké nad Vltavou, nebo na reprezentačních výstavách české gotiky v zahraničí. Vedle toho se věnoval pozdně gotickému sochařství na Slovensku (monografie o díle Mistra Pavla z Levoče) a dále již gotickému sochařství obecně.
V roce 1964 přešel na výzvu profesora Jaroslava Pešiny jako pedagog na katedru dějin umění filosofické fakulty Karlovy univerzity v Praze, kde byl jako bezpartijní dlouhá léta pouhým asistentem. Díky své stranicky zapojené manželce dosáhl alespoň roku 1979 povolení k roční stáži v Itálii. Teprve v roce 1988 se habilitoval a v roce 1990 byl jmenován profesorem dějin umění. V letech 1991–1994 také zastával místo děkana filozofické fakulty. V posledních letech své kariéry i po odchodu do důchodu externě přednášel vybrané kapitoly z dějin gotického umění na katedře dějin křesťanského umění Katolické teologické fakulty Univerzity Karlovy.
Po smrti profesora Alberta Kutala v 80. letech začal také přednášet dějiny umění v semináři dějin umění filozofické fakulty univerzity v Brně. Ve svém badatelském odkazu navazoval především na působení Alberta Kutala. Z kolegů a spolupracovníků ho vázalo dlouholeté přátelství především k brněnskému Albertu Kutalovi, bruselskému Robertu Didierovi a k fotografu Tiborovi Hontymu.
Jeho badatelským polem bylo vždy gotické sochařství, v 70. letech se soustředil především na parléřovské sochařství a z něj sochařství tzv. krásného slohu, ale také šířeji souvislosti parléřovského sochařství v Evropě. Rukopis své monografie o Petru Parléřovi si v nakladatelství Odeon vyzvedl k přepracování po výstavě Parléřové a krásný sloh, konané roku 1978 pod vedením Antona Legnera v Kolíně nad Rýnem, ale nikdy jej již nevrátil.

## Žáci
K jeho žákům a pokračovatelům se počítají dvě desítky medievalistů, protože kromě odborných kvalit byl také velkým "Mágem slova", jak v Homolkově nekrologu připomněl František Šmahel. Ze svých žáků si oblíbil například Jana Royta a Jiřího Fajta. Dvě generace žáků složily hold svému učiteli k 70. narozeninám sborníkem příspěvků, který vyšel jako 4. díl katalogu k výstavě Gotika v západních Čechách roku 1996 (vydala ho Národní galerie v Praze), a k 80. narozeninám sborníkem Ars vivendi(2006), který vydal Ústav teorie a dějin umění České akademie věd v Praze.
S manželkou a dcerou bydlel v Praze 6 – Vokovicích, rád jezdil na chalupu v Petrovicích u Sedlčan.

## Dílo
Podílel se na několika výstavách a katalozích českého a slovenského gotického umění, například Umění doby posledních Přemyslovců ve Středočeském muzeu v Roztokách u Prahy, na katalogu k neuskutečněné výstavě Gotika v Čechách 1350–1420 (z roku 1970). Další badatelské období věnoval sochařství pozdní gotiky, jež publikoval v kolektivní monografii Pozdně gotické umění v Čechách (1471-1526).
Napsal monografii věnovanou Mistru Pavlu z Levoče, věnoval se i dílu Albrechta Dürera.